# Amaury Vassili
Amaury Vassili (født 8. juni 1989 i Rouen) er en fransk sanger. Han er tenor, der synger på fransk og på italiensk.
Han blev udvalgt til at optræde for Frankrig til Eurovision Song Contest 2011 med en sang på korsikansk. Sangen Sognu var direkte kvalificeret til finalen og den absolutte vinderfavorit, men det blev ikke til mere end en 15. plads.

## Diskografi

### Albums
| År   | Album | Højeste hitlisteplacering | Højeste hitlisteplacering | Højeste hitlisteplacering |
| År   | Album | FRA                       | BEL (WA)                  | SWI                       |
| ---- | --- | ------------------------- | ------------------------- | ------------------------- |
| 2009 | Vincerò - Released: 6 February 2009 - Label: Warner Music - Formats: CD, digital download                          | 9                         | 31                        | -                         |
| 2010 | Canterò - Released: 26 November 2010 - Label: Warner Music - Formats: CD, digital download                         | 8                         | 18                        | 76                        |
| 2012 | Una parte di me - Released: 22 October 2012 - Label: Warner Music - Formats: CD, digital download                  | 15                        | 23                        | -                         |
| 2014 | Amaury Vassili chante Mike Brant - Released: 24 October 2014 - Label: Warner Music - Formats: CD, digital download | 7                         | 10                        | -                         |
| 2015 | Chansons populaires - Released: 16 October 2015 - Label: Warner Music - Formats: CD, digital download              | 18                        | 27                        | 88                        |
| 2018 | Amaury - Released: 18 May 2018 - Label: Warner Music - Formats: CD, digital download                               | 82                        | 83                        | -                         |
| 2021 | Crescendo - Released: 21 May 2021 - Label: MCA / East 47th Music - Formats: CD, digital download                   | 121                       | 152                       | -                         |

### Singler
| År   | Single                                       | Højeste hitlisteplacering | Højeste hitlisteplacering | Album                      |
| År   | Single                                       | FRA                       | BEL (WAL)                 | Album                      |
| ---- | -------------------------------------------- | ------------------------- | ------------------------- | -------------------------- |
| 2009 | "Lucente Stella"                             | —                         | 73                        | Vincerò                    |
| 2009 | "Mi Fa Morire Cantando"                      | —                         | —                         | Vincerò                    |
| 2010 | "Endless Love" (duet with Katherine Jenkins) | —                         | —                         | Vincerò                    |
| 2011 | "Sognu"                                      | 33                        | 25                        | Canterò (Nouvelle édition) |
| 2012 | "Una parte di me"                            | —                         | —                         | Una parte di me            |

### Andre sange
| År   | Single                    | Album            |
| ---- | ------------------------- | ---------------- |
| 2006 | "Nos Instants de Liberté" | Non-Album single |
| 2008 | "Parla più piano"         | Vincerò          |
| 2008 | "Io Ti Amerò"             | Vincerò          |
| 2010 | "Hallelujah"              | Vincerò          |
| 2010 | "Maria"                   | Canterò          |